# Hrvatska improvizirana oklopna vozila
Hrvatska improvizirana oklopna vozila su improvizirana oklopna borbena i neborbena vozila proizvedena u Hrvatskoj prije i tijekom Domovinskog rata.

## Povijest izrade
Početkom Domovinskog rata u Hrvatskoj, ukazala se potreba za opremanje postrojbi policije i vojske oklopnim vozilima. Oklopna vozila su služila kao zaštita braniteljima prilikom transporta, za prijevoz civila s ratom zahvaćenih područja, evakuaciju ranjenih i poginulih branitelja, dostavu hrane i materijalno tehničkih sredstava na bojišnice, borbeno djelovanje po neprijateljskoj živoj sili, oklopnim vozilima, kamionima i drugim transportnim sredstvima te vojnim zrakoplovima. Od svibnja do prosinca 1991. u Hrvatskoj je izrađeno preko 250 različitih improviziranih oklopnih vozila. Radilo se na gotovo svim vrstama podvozja, od buldoždera, traktora, kamiona ili autobusa pa sve do automobila, raznih prikolica, pa čak i vlakova te manevarskih lokomotiva.

## Materijali
Od materijala u izradi se koristilo sve što je bilo dostupno. Najčešći materijal korišten u izradi oklonih vozila bio je čelični, ali i pancirni lim, razne mreže, kvarcni beton, guma, stakloplastika, drvo pa čak i vreće s pijeskom. Ovakva vozila razlikovala su se kvalitetom izrade i dizajnom. Bilo je onih na brzinu i grubo sklepanih do onih dotjeranih do tvorničke kvalitete.

## Mjesta izrade
Oklopnjaci su se proizvodili u proizvodnim pogonima poput brodogradilišta i raznih tvornica. Gradovi i mjesta u kojima su se izrađivali su Korčula, Dugi Rat, Split, Trogir, Punat, Pula, Rijeka, Karlovac, Zagreb, Varaždin, Sisak, Kutina, Čazma, Križevci, Bjelovar, Virovitica, Kutjevo, Požega, Našice, Osijek i Vinkovci.

## Najpoznatiji oklopnjaci

### TIN i HOT
Čast izgradnje prvog improviziranog oklopnjaka pripala je tvornici ferolegura Dalmaciji iz Dugog Rata. Idejom Ivice Pavlovića potom u suradnji s Vladom Zemunikom, uz blagoslov tadašnjeg direktora Nedjeljka Špira Ercega pristupilo se samoj izradi transportera. Cijeli posao izvodili su radnici RJ Mehanika i ostalih radnih jedinica. Premda bez iskustva u izradi ovakvog nečeg, u nekoliko mjeseci napravili su vozilo. Iz tvornice je TIN izašao 1991. godine. Za TIN se pročulo po svijetu i bio je na naslovnicama svjetskih vojnih časopisa. Iz Generalštaba JNA iz Beograda su stigli zahtjevi da se TIN mora uništiti. Uz nesporno veliku ulogu u borbenim djelovanjima 4. gardijske brigade, TIN je postigao veliku ulogu u dizanju morala branitelja i svih hrvatskih građana. Neprijatelj je dobio poruku da Hrvatska može proizvesti ovakva vozila. Ovaj prvi zabilježeni oklopnjak je izrađen na osnovi teškog kamiona Dampera s motorom Famos F305A koji je raspolagao snagom od 305 KS. Oklop je bio tipa sendvič s vanjskim limom debljine 12 mm, unutarnjim 4 mm te razmakom između ova dva lima u širini od 48 mm. Razmak je bio ispunjen kvarcnim pijeskom i vatrootpornim betonom. Prvo hrvatsko improvizirano oklopno vozilo nazvano je TIN po akronimu Tuđman I Narod. Vozilo je prvotno bilo obojano plavom, a potom maskirnom bojom, a korišteno je u zadarskom zaleđu. Od mnogih prijašnjih i kasnijih hrvatskih improviziranih oklopnih vozila razlikovao se time što je bio potpuni oklopni transporter. Kod drugih se iz nužde stvaralo "oklopljeno vozilo" zavarivanjem limova i ploča na karoseriju, dok je na TIN-u izrađeno cjelovito zatvoreno oklopno tijelo, koje je štitilo posadu ne samo od mina i projektila, već i od napada bojnim otrovima. Uništen je 5. listopada 1991. godine prilikom žestokog napada daleko bolje naoružanog neprijatelja kod sela Briševa.
Osim TIN-a, u Dugom Ratu su izrađena još dva oklopnjaka, HOT-011 i HOT-111. Za razliku od TIN-a ova dva su bila opremljena okretnom kupolom naoružanom mitraljezom. O njihovoj sudbini se i dan danas malo zna. Pretpostavlja se da je jedan potopljen negdje oko Karina, a drugi je nakon korištenja na južnom bojištu oko Dubrovnika završio negdje u Bosni i Hercegovini.

### HT (Hrvatski transporter)
Ubrzo nakon izrade ovih prvih oklopnjaka, u splitskom brodogradilištu i drugim splitskim firmama su krenuli sa serijskom izradom novih i naprednijih oklopnjaka te su izradili ukupno 14 oklopnih vozila. Ova su vozila izrađivana na podvozjima raznih vrsta kamiona, a najviše na podvozju kaioma TAM-260 T26 s motorom snage 260 KS. Od ovih 14 oklopnjaka, 13 je isporučeno 4. gardijskoj a jedan 114. splitskoj brigadi. Oklop koji se koristio u ovoj seriji oklopnjaka bio je izrađen od čeličnog lima 6 i 4 mm debljine, s razmakom od 36 mm između vanjskog i unutarnjeg lima. Razmak je bio ispunjen kvarcnim pijeskom i vatrootpornim betonom. 
Sudbina svih ovih oklopnjaka proizvedenih u splitskom škveru nije poznata. Pouzdano se zna da je jedan zarobljen prilikom povlačenja branitelja iz Vrlike, nekoliko njih je viđeno u Bosni i Hercegovini, a samo je jedan sačuvan i navodno se nalazi u Zagrebu.

### Majsan
Majsan je oklopnjak izrađen u brodogradilištu Inkobrod u Korčuli na otoku Korčula te je 27. kolovoza 1991. predan dubrovačkoj policiji. Osnova na kojoj je izrađen je od kamiona TAM-260 T26 a koristio je sličan oklop tipa sendvič kakav se izrađivao u splitskom Škveru. Njegova uloga u obrani okupiranog Dubrovnika bila je nemjerljiva. Koristio se noću, rijetko danju, a služio je za prijevoz i evakuaciju civila, ranjenika i poginulih na relaciji Mokošica - Dubrovnik. Danju se Majsanom dostavljala hrana i oprema braniteljima kod hotela Belvedere, jednom od najvažnijih obrambenih upošrišta obrane Dubrovnika. Naziv je dobio po istoimenom otočiću Majsan ispred Korčule. Ovaj u Dubrovniku omiljeni oklopnjak nikad nije bio izbačen iz borbe a jednom se zgodom, po izvršenju zadaće, u Dubrovnik vratio na samo dva cijela kotača i osam felgi.
U završnim operacijama oslobađanja dubrovačkog područja, Majsanom je vršen nadzor državne granice RH. Nakon rata je bio prepušten propadanju na jednoj livadi u blizini Grude u Konavlima, ali je u svibnju 2009. restauriran i kao muzejski eksponat izložen u dubrovačkom parku Batala u Gružu.

### BIB
Oklopnjaci BiB Mk-1 i BiB Mk-2 su izrađeni u riječkoj tvrtki Bimont. Izrađeni su na osnovi kamiona TAM-5000, a montaža oklopa je izvršena u Kukuljanovu u blizini Rijeke. Prema nekim izvorima prvi BiB je uništen tijekom ratnih djelovanja a drugi je korišten u Lici. Kraj je rata dočekao u vojarni u Otočcu odakle je odvezen u Zagreb, restauriran i izložen u vojnom muzeju.

### Straško (HIAV)
Ova serija oklopnjaka, popularno nazvanih Straško, izrađena je po narudžbi Zbora narodne garde. Izrađivani su u riječkom Torpedu, a kao osnova je poslužilo podvozje rovokopača GTR 75A s motorom snage 70 KS. Ova je oklopnjak bio zamišljen kao transporter ali i borbeno vozilo. Oznaka koju je nosio je bila HIAV što je bila kratica za Hrvatsko Inžinjerijsko Antiterorističko Vozilo. Okretna je kupola bila opremljena protuzrakoplovnim topom 20 mm, teškim mitraljezom Browning 12,7 mm ili bestrzajnim topom 82 mm. Osim borbenim djelovanjima, bio je namijenjen i rušenju raznih zapreka s obzirom na to da je prilikom izrade zadržana prednja žlica. Osim vozača i ciljača, ovaj je oklopnjak mogao prevoziti do 6 osoba. Sudbina većine ovih vozila nije poznata.

### Samohodni minobacači
Zagrebačka tvrtka TAZ, koja je prethodno izradila oklopljenji autobus, krenula je s proizvodnjom samohodnog oklopljenog minobacača 120 mm. Osnova za izradu je bio tegljač Magirus na kojeg se montirao oklop i naoružanje. Oklop je bio popularni sendvič s vanjskim pancirnim limovima debljine 10 i unutarnjim debljine 6 mm. Praznina je popunjavana betonom s kvarcnim pijeskom. Prvo ovakvo vozilo je isporučeno 29. listopada 1991. godine a od milja je prozvano Zagi.
Nakon Zagija krenulo se s proizvodnjom naprednijeg oklopnjaka na osnovi kamiona TAM150 T-11 na kojeg se također ugrađuje oklop i minobacač 120 mm. Osim minobacača, ovaj je oklopnjak bio naoružan i protuzrakoplovnim topom ili PZ raketama. Ovo je vozilo nazvano Kiseli a u proljeće 1992. je na uporabu dodijeljeno 108. brigadi HV.
Nakon Kiselog proizvedena su još dva slična vozila na istoj osnovi. U ovim je vozilima bilo mjesta za 6 članova posluge minobacača, vozača i zapovjednika. Njihova izrada je dovršena 7. siječnja 1993. nakon čega su dodijeljeni 4. gbr. Tijekom rata ova su se vozila zbog svoje pokretnosti pokazala kao nerješiva zagonetka za neprijatelja. Prednost je bila brza pokretljivost i nemogućnost otkrivanja paljbenog položaja, a učinak tako pokretnih minobacača je bio ogroman. Oba su vozila sačuvana i postala su dio eksponata Vojnog muzeja.

## Galerija
- Spomen tabla oklopnjaka Majsan
- Obnovljeni oklopnjak Majsan izložen u Dubrovniku
- Prednja strana oklopnjaka Majsan

## Vanjske poveznice
- Oklopna vozila Hrvatska tehnička enciklopedija, portal hrvatske tehničke baštine. LZMK